# 梓橦庙镇
梓橦庙镇，是中华人民共和国四川省巴中市巴州区曾经下辖的一个镇。2019年12月，撤销梓橦庙镇，将原梓橦庙镇新华社区、梓橦庙村、道子坪村、大元山村、奎星楼村、陈家嘴村、三儿河村、小柳岗村所属行政区域划归化成镇管辖，原梓橦庙镇柳岗社区、柳岗坪村、朝阳洞村、刘家坡村、谢家湾村、修行寺村所属行政区域为天马山镇的行政区域。
2015年撤乡设镇。

## 行政区划
梓橦庙镇撤销前下辖以下地区：
新华社区、柳岗社区、梓桐庙村、道子坪村、大元山村、奎星楼村、陈家嘴村、柳岗坪村、朝阳洞村、三儿河村、小柳岗村、刘家坡村、谢家湾村和修行寿村。